# Ernakh
Ernakh est le troisième fils d'Attila, roi des Huns au Ve siècle. Après la mort de son frère Ellac lors de la bataille de la Nedao, il règne sur les débris de l'empire hunnique avec son frère Dengitzic.